# Biromiris
Biromiris is een geslacht van wantsen uit de familie van de Miridae (Blindwantsen). Het geslacht werd voor het eerst wetenschappelijk beschreven door Schuh in 1984.

## Soorten
Het genus bevat de volgende soorten:

- Biromiris binjour Menard & Schuh, 2011
- Biromiris bulolo Schuh, 1984
- Biromiris cassisi Menard & Schuh, 2011
- Biromiris cyclops Schuh, 1984
- Biromiris enarotadi Schuh, 1984
- Biromiris scheyville Menard & Schuh, 2011
- Biromiris tomokunii Duwal, Yasunaga & Hirowatari, 2017